# 프래자일 병리의 키시 쿄이치로의 소견
《프래자일 병리의 키시 쿄이치로의 소견》(일본어: フラジャイル 病理医岸京一郎の所見 フラジャイル びょうりいきしきょういちろうのしょけん[*])은 쿠사미즈 빈이 글을, 메구미 사부로가 그림을 담당한 일본의 의학 만화 작품이다. 2016년에는 후지 TV에서 이 만화를 원작으로 하는 드라마 《프래자일》이 방영되었다.

## 서지 정보
- 쿠사미즈 빈:원작·메구미 사부로:만화 《프래자일》 코단샤 〈애프터눈 KC〉, 기간 5권 (2016년 1월 22일 현재)
  1. 2014년 11월 21일 발매 ISBN 978-4-06-388015-1
  2. 2015년 2월 23일 발매 ISBN 978-4-06-388035-9
  3. 2015년 7월 23일 발매 ISBN 978-4-06-388066-3
  4. 2015년 10월 23일 발매 ISBN 978-4-06-388095-3
  5. 2016년 1월 22일 발매 ISBN 978-4-06-388114-1